# روژدالوویتسه
روژدالوویتسه (به لاتین: Rožďalovice) یک منطقهٔ مسکونی در جمهوری چک است که در ناحیه نیمبورک واقع شده‌است. روژدالوویتسه ۲۳٫۹۰ کیلومتر مربع مساحت و ۱٬۶۲۶ نفر جمعیت دارد و ۱۹۸ متر بالاتر از سطح دریا واقع شده‌است.

## نگارخانه

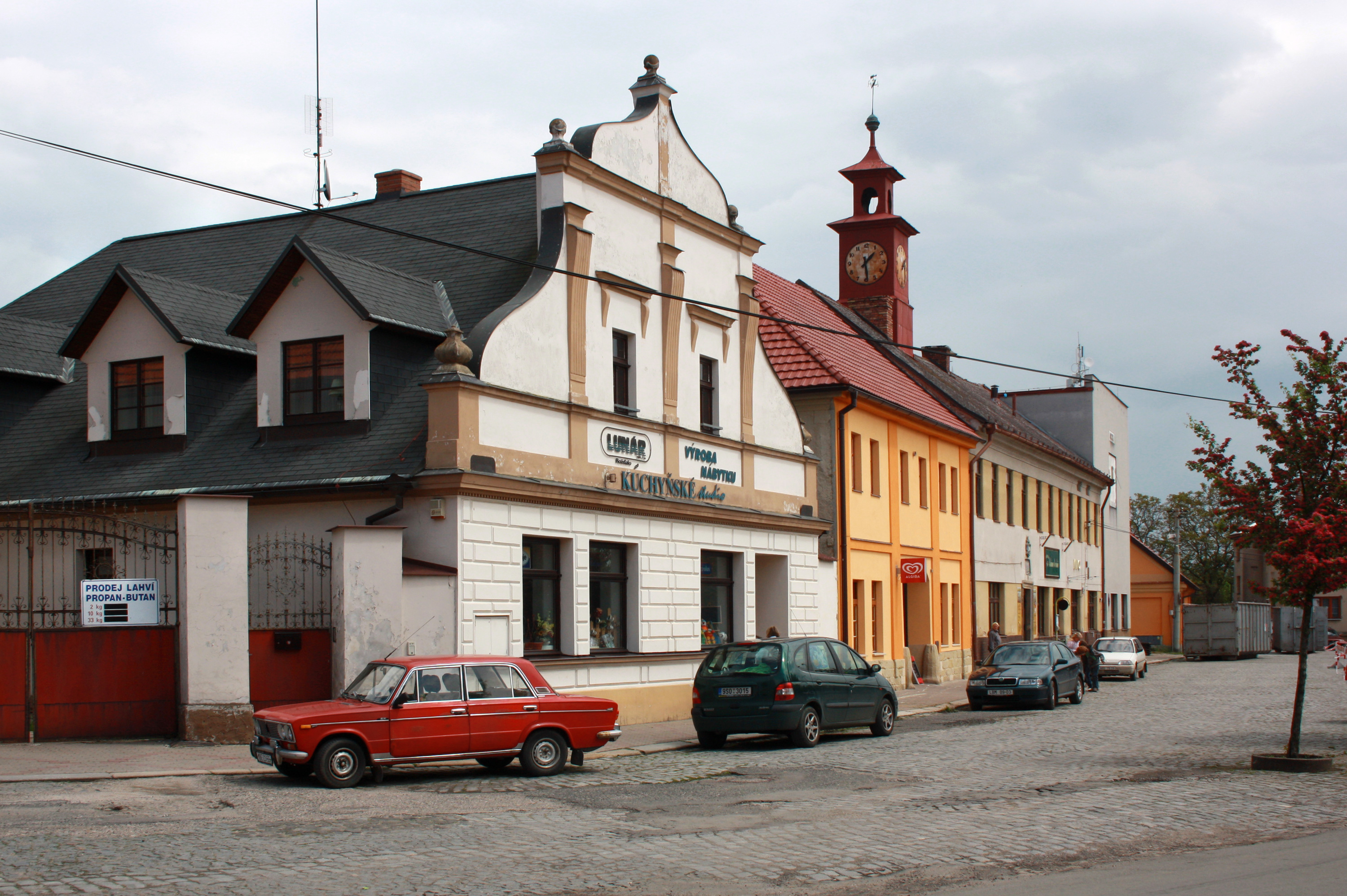
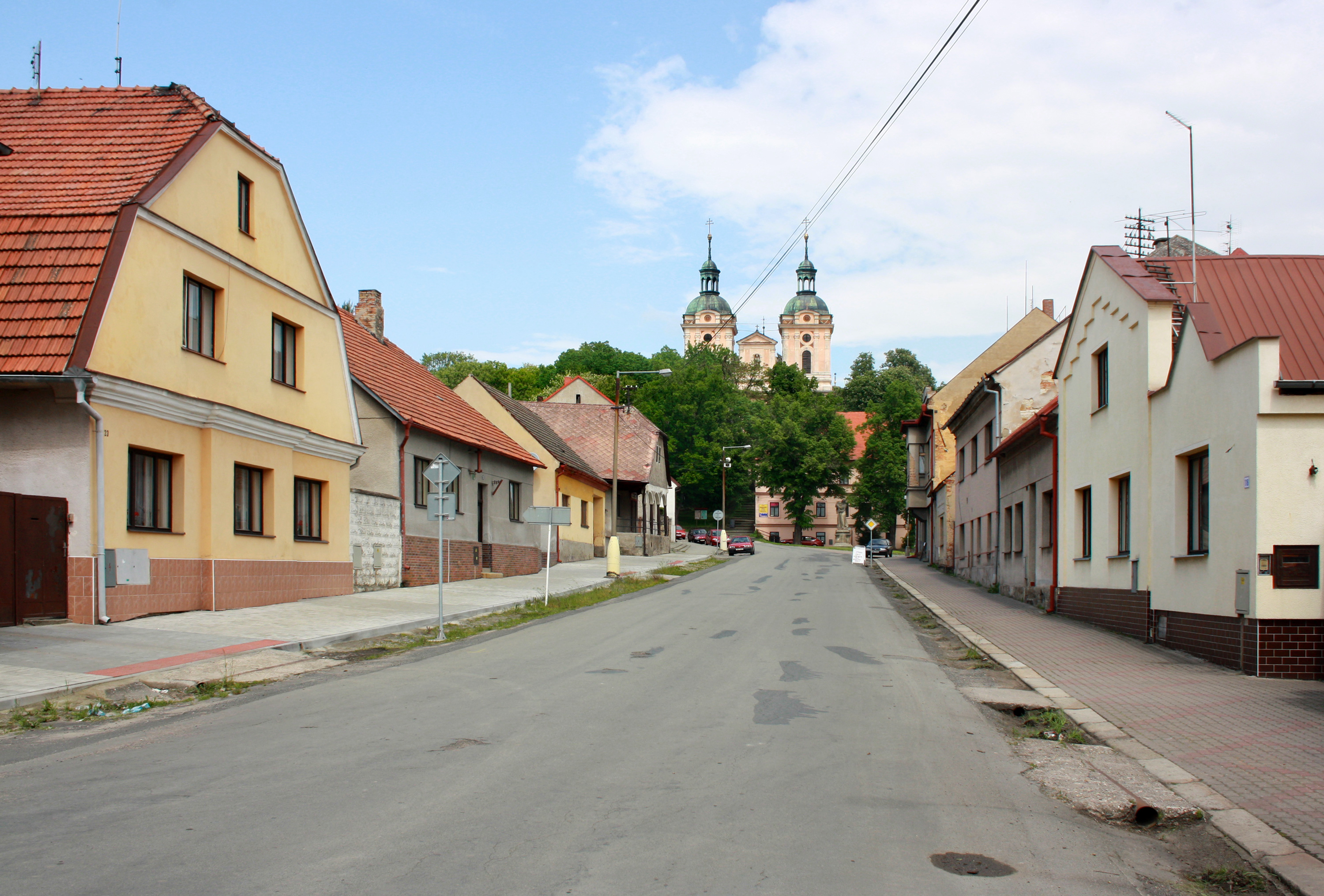